# 신진자동차
신진자동차(新進自動車)는 대구광역시의 시내버스 운송 업체이다.

## 개요
- 1961년 10월 27일에 시내버스 운송면허를 취득하여 설립[2]되었다.

- 수성구 범물1동주민센터 종점에서 동구 갓바위, 달성군 다사읍 방천리, 수성구 범어동, 만촌동 일원 및 3차 순환선 도로를 순환하는 노선과 범물1동주민센터 밑의 남구 앞산공원을 순환하는 노선과 범물동에서 칠곡 동명 방면으로 가는 노선을 운행한다.

- 2025년 7월 하반기에는 신진자동차가 순환3-1번을 철수하여 더 이상 운행하지 않는다.

## 보유 차량
뉴 슈퍼에어로시티, 저상 뉴 슈퍼에어로시티, 아폴로 1100으로 운행한다.

## 차고지
- 대구광역시 수성구 범안로 98 (범물동)
- 대구광역시 수성구 청호로 14 (범물동)

## 노선
| 노선번호  | 운행경로 기점 ↔ 중간경유지 ↔ 종점 | 운행경로 기점 ↔ 중간경유지 ↔ 종점 | 운행경로 기점 ↔ 중간경유지 ↔ 종점 | 운행대수   | 비고                                       |
| --------- | --------------------------------- | --------------------------------- | --------------------------------- | ---------- | ------------------------------------------ |
| 급행3번   | 수성구 범물1동 범물1동주민센터    | 중구 공평동 2.28기념중앙공원      | 칠곡군 동명면 금암리 동명교통     | 7          | 동명교통 공배 현금 승차 불가 시내버스 노선 |
| 순환3번   | 수성구 범물1동 범물1동주민센터    | 달서구 두류동 두류역              | 수성구 범물1동 범물1동주민센터    | 6 (저상 6) | 경북교통 공배                              |
| 401번     | 수성구 범물1동 범물1동주민센터    | 북구 칠성동1가 칠성시장           | 동구 진인동 갓바위                | 11         | 광남자동차 공배                            |
| 수성1번   | 수성구 범물1동 범물1동주민센터    | 수성구 범어동 수성구청            | 수성구 범물1동 범물1동주민센터    | 4 (저상 3) | 단독운행                                   |
| 수성1-1번 | 수성구 범물1동 범물1동주민센터    | 수성구 범어동 수성구청            | 수성구 범물1동 범물1동주민센터    | 4 (저상 3) | 단독운행                                   |
| 수성4번   | 수성구 범물동 범물1동행정복지센터 |                                   | 동구 신암동 큰고개오거리          | 9 (저상 9) | 단독운행                                   |
| 예비      | -                                 | -                                 | -                                 | 2          | 단독운행                                   |
| 8종       |                                   |                                   |                                   | 47대       |                                            |